# Galati Mamertino
Galati Mamertino (Jalati in siciliano) è un comune italiano di 2 136 abitanti della città metropolitana di Messina in Sicilia.
La sua conformazione urbanistica ricorda un'aquila ad ali spiegate che spicca il volo in direzione settentrionale.
È un comune del Parco dei Nebrodi che dista circa 95 chilometri ad ovest da Messina e circa 150 ad est da Palermo.
Il comune nebroideo si trova ad un'altezza di 810 metri sul livello del mare ed è uno dei "quattru paisi di li funci" insieme a Mirto, Frazzanò e Longi. È un centro per lo più agricolo che vanta numerosi tesori e che conserva ancora un assetto urbanistico tipico dei quartieri medievali. Il territorio è ricco di noccioleti ed uliveti, faggete e querceti. Il centro cittadino si snoda tra la principale Piazza San Giacomo e la Chiesa Madre.

## Storia
La fondazione di Galati Mamertino non ha una precisa collocazione nel tempo, ma uno storico locale la fa risalire alla calata di Ducezio, un condottiero dell'antica epoca siculo-greca proveniente da Siracusa. Il nome di Galati, dall'arabo Qal'at che vuol dire rocca, si riferirebbe alla rupe su cui sorge il paese; l'appositivo Mamertino invece si ricollega ad un antico popolo siculo, discendente dai mercenari campani chiamati in Sicilia dai tiranni, che si professava discendente del Dio Marte. Il borgo sorge in età araba normanna e sin dall'inizio del Rinascimento fu una città murata, con cinta muraria avente due porte: la Porta Marina che sorge nei pressi della Chiesa di S.Caterina, e la Porta Montana, vicino alla chiesa di S.Martino, oggi del Rosario. La strada d'accesso al paese, sin dall'antichità, saliva dalla contrada Paratore e penetrava nel centro abitato dal quartiere del Fondaco, ove vi era l'unica fontana di acqua potabile (l'odierna ‘a Funtana) che doveva essere inglobata all'interno della cinta muraria.

## Monumenti e luoghi d'interesse

### Chiesa madre

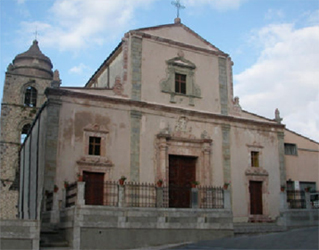
La Chiesa Madre

L'attuale chiesa madre, dedicata alla Madonna 

### Chiesa del Rosario
Fu la più antica di tutte le chiese di Galati Mamertino, edificata intorno al 1530, ricoprì subito il ruolo di chiesa madre, prima sotto il nome di SS. Salvatore poi di S. Martino prendendo il nome dal quartiere di appartenenza, ed infine dopo l'ultimo rimaneggiamento a causa di un rovinoso incendio accaduto alla fine del Settecento prese il definitivo nome di Chiesa del Rosario. Sull'Altare Maggiore è presente una statua marmorea della Madonna delle Nevi, sempre del Gagini. Come altre statue: il gruppo scultoreo raffigurante la consegna delle chiavi di Gesù a San Pietro (Gabriel Cabrera Cardona 1666), la restaurata statua di S. Rocco, S. Francesco d'Assisi, S. Antonio da Padova, la Madonna del Carmelo, S. Giuseppe con il Bambino, S. Francesco da Paola, la Madonna del Rosario e un crocifisso ligneo fine 600 del maniscalco. In sagrestia troviamo un armadio di legno, di artigianato locale risalente al 1830 circa e un'altra statua di San Rocco. Sulla destra è presente un tabernacolo di scuola Gaginiana, inizi 600.

### Chiesa di S. Caterina
È una delle chiese della vecchia terra, posta vicino alla Porta Marina. Ha una navata con sei cappelle incavate nelle pareti laterali, tre per lato, separate da colonne corinzie di pietra. Al suo interno sono presenti: una statua marmorea gaginiana della Santa del 1550, una statua lignea dell'Immacolata di Girolamo Bagnasco (XVI sec.) e un crocifisso ligneo del XVII secolo di Fra Umile da Petralia, opera di estrema bellezza e pregio. Inoltre sono presenti alcune tele dei secoli XVII e XVIII tra le quali spiccano la “Deposizione “ e la “Sacra famiglia” con i Santi Anna, Gioacchino, e Giovanni attribuite al Tresca. Sull'arco trionfale si legge la data 1551 che indica l'anno dell'ultimo restauro, in quanto la sua costruzione risale a tempi molto remoti, probabilmente al primo periodo della dominazione Normanna.

### Chiesa di S. Luca

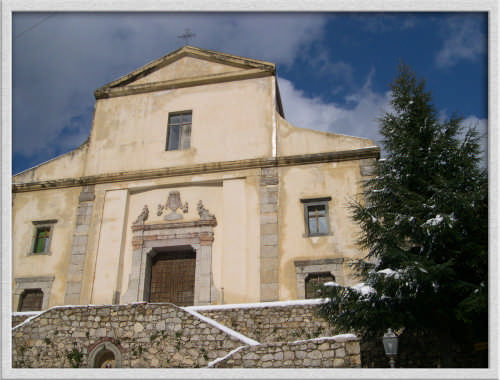
La chiesa di San Luca

Chiesa in stile rinascimentale, non visitabile in attesa di restauro. Ha la forma di Croce Latina col presbiterio rialzato su tre gradini e tre colonne. Si accede da un'imponente e monumentale scalinata di pietra a doppie rampe adiacente alla costruzione o da rampe laterali di minore importanza. La sua costruzione ebbe inizio alla fine del XVI secolo, e fu continuata, nel secolo successivo, dal parroco Don Giacomo Bianco, e dopo la sua morte ultimata da Don Annibale Bianco. Essa fu gravemente danneggiata dal terremoto di Messina del 1908, per cui le opere d'arte là custodite vennero trasferite in altre chiese. Originariamente questa Chiesa fu intitolata allo Spirito Santo in quanto custodiva al suo interno la Triade del Gagini, oggi collocata in Chiesa Madre. Di grande effetto architettonico sono gli archi trionfali, realizzati in pietra serena. Risale al 1764, ha ricoperto il titolo di chiesa madre.

### Chiesa di San Basilio Magno
Sita nella frazione San Basilio.

### Chiesa di S.Pietro
Sita in località Trungali e risalente al 1687 di proprietà di privati del luogo, presenta caratteri architettonici tardo rinascimentali e settecenteschi. Fu sconsacrata verso la fine '800 perché adibita ad usi impropri per un luogo sacro. Della chiesa sono rimaste esclusivamente le quattro mura senza tetto, con gli angoli costruiti con blocchi di pietra arenaria e il campanile quasi integro con in cima una croce in ferro lavorato.

### Santuario di Trofillo
Chiesa agreste di inizio 900, conserva al suo interno opere di modesto valore devozionale. Questa Chiesa, privata, è dedicata alla Vergine del Rosario che si festeggia nella prima decade di ottobre.

### Palazzo De Spuches o palazzo del principe

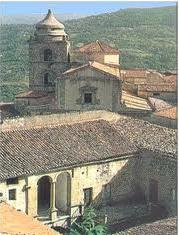
Il palazzo De Spuches o Palazzo del principe

Il palazzo del Principe è un'ispirazione di stampo tardo cinquecentesca, e fu costruito nella seconda metà del XVI secolo durante la Dinastia del Lanza. L'ingresso principale realizzato in pietra serena è sovrastato dallo stemma della famiglia Amato, infatti Il primo ad abitare nella sontuosa costruzione fu Don Filippo I Amato con la moglie Margherita Maniaci Colonna, dei duchi di Santa Maria, Principi di San Michele e San Giorgio. I portali interni del palazzo, che danno sulla loggia che si ispira a Montorsoli, sono ricchi di ornati e di figure in bassorilievo; il palazzo inoltre è formato da numerose stanze, compreso il grande salone dove il Barone o il Principe, oltre alle feste, teneva i suoi consigli di Governo insieme coi Nobili e i Dignitari e nominava i Magistrati. Si dice anche che, il principe, quando non poteva recarsi in chiesa, seguisse le funzioni religiose dal balcone che si affaccia sul sagrato della chiesa madre. Due delle caratteristiche di questo palazzo sono anche l'atrio e la corte aperta sul giardino.

### Ruderi Castello
In questo castello, di cui restano ormai solo i ruderi, per quattro secoli si svolse la vita feudale di Galati. L'edificio era in posizione ragguardevole sia per sicurezza che per possibilità di controllo del territorio, era dotato di un importante apparato di fortilizi posti nei dintorni. Costituiva l'ultimo bastione del complesso difensivo della vallata formato, oltre che da quello di Galati, da quelli di Bufana (S. Salvatore di Fitalia) e di Beddumunti (Frazzanò). Un autore anonimo scrisse che “il castello aveva molte belle stanze e cisterne” e la magnificenza di Don Antonio Amato Principe di Galati (1643 - 1667) vi faceva rinchiudere i delinquenti, giacché i Principi del tempo esercitavano anche il potere giudiziario. Nel 1124 Adelasia d'Aragona vi fece costruire il priorato dedicato a S. Anna, santa a cui lei era devota. Nel 1320 fu ceduto da Federico II di Svevia, detto il Barbarossa, a Blasco Lancia e nel 1644 passò a Filippo Amato col titolo di principato. In seguito il comune divenne autonomo.

### Impianti sportivi
Si trovano a circa 900 metri s.l.m. nella zona più alta del centro abitato denominata Rafa. Comprendono: piscina con apertura estiva, campo di calcetto, due campetti da tennis e campetto di pallavolo e un campetto di padel, con bagni e spogliatoi adiacenti, e una struttura adibita a palestra ma non funzionante. Tutto intorno aree verdi con area di sosta, e possibilità di pic-nic.

### Museo etnoantropologico
All'interno vi è custodito il calco di un elefante nano alto circa 2 metri, vissuto in Sicilia circa 200.000 anni fa, trovato a Carini, l'originale è custodito nel museo Gemmellaro di Palermo.

## Feste religiose

### Festa dei tre Santi

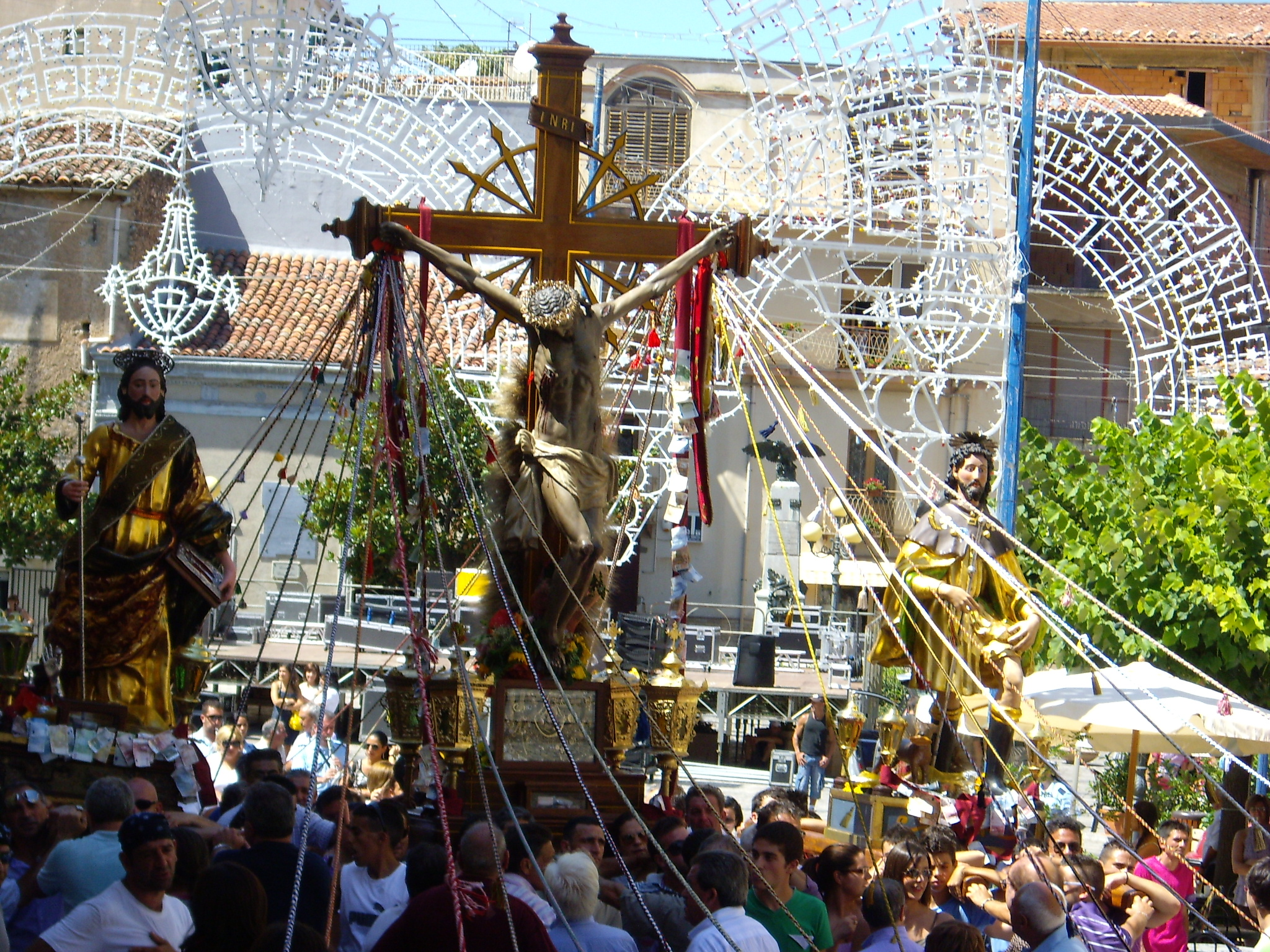
San Giacomo, S.S.Crocifisso e S.Rocco

Una delle feste più importanti di Galati Mamertino è sicuramente quella dei tre santi, ovvero S.Giacomo, S.Rocco e il SS. Crocifisso e tra le tante altre, questa è la più sentita, partecipata e vissuta. I festeggiamenti, in modo congiunto, si fanno risalire al 1860 per celebrare la liberazione del Regno Borbonico e l'unità al Regno d'Italia, questo affermato da alcuni studiosi di storia locali. Altri, invece, li fanno risalire al XVIII secolo. Molto probabilmente però la festa si è svolta sino al 1860 in tono minore, mentre a partire da quell'anno ricevette nuovo impulso sino a divenire la festa religiosa più significativa della cittadinanza. Le chiese in questione, ubicate in quartieri differenti del centro storico del paese, sono tre e i festeggiamenti si caratterizzano per le diverse processioni che si svolgono sempre con grande concorso dei fedeli e durano dal 23 al 26 agosto.
Ad aprire la festa è San Rocco che la sera del 23 viene trasferito alla Chiesa Madre, per poi essere portato in processione la mattina seguente. Nella serata del 24, dopo la Santa Messa le Autorità civili e religiose e le varie associazioni cittadine, insieme con la comunità, si recano presso la piccola Chiesa di S. Caterina dove, per rendere omaggio al S.S. Crocifisso, viene fatta l'Offerta dell'Olio Sacro e l'accensione della Lampada da parte del Sindaco, come segno di affidamento della città al S.S.Crociffisso. La mattina del 25 la statua del Crocifisso, realizzata da Fra Umile da Petralia, viene deposta dalla sua sede ordinaria e collocata su un'altra Croce e successivamente addobbato con spighe di grano intrecciate, in segno di ringraziamento per il raccolto effettuato. Nella serata è la volta di un'altra processione, che muove dalla Chiesa Madre con i simulacri di S.Giacomo e S.Rocco, i quali vengono condotti a spalla fino alla Chiesa di S.Caterina, dove, al corteo, si unisce il simulacro del SS. Crocifisso.
Da qui i tre Santi si muovono assieme attraverso le vie principali del paese fino ad arrivare in piazza S.Giacomo, dove vengono fatti procedere lentamente, fino all'entrata in Chiesa Madre dove saranno custodite fino al giorno dopo. Il 26, giorno conclusivo dei festeggiamenti, si svolgono due processioni: una la mattina che vede i tre simulacri arrivare al cimitero, come visita per le anime dei cittadini, e una la sera, dopo la celebrazione vespertina che vede invece le statue dei “Tre Santi” uscire dalla Chiesa Madre perché siano riportate nelle rispettive chiese. Tutte queste manifestazioni religiose vedono la partecipazione attiva dei fedeli del paese residenti e non, inoltre ha un grandissimo richiamo non solo per i gli abitanti, ma anche per tutti i fedeli dei paesi vicini.

### Festa di San Giacomo
Molto importante per la cittadinanza Galatese è anche la Festa di San Giacomo, Santo patrono del paese. Viene festeggiato il 25 luglio, ma la festa inizia il giorno prima con il giro per le vie del paese della reliquia accompagnata dal corpo bandistico. Il giorno seguente è la volta della statua che, dopo essere stata collocata su una vara che gli fa da baldacchino, viene portata a spalla dai devoti. Tra tutte, questa è l'unica festa che vede il Santo girare per tutto il paese, a differenza delle altre che si svolgono solo in alcuni tratti del piccolo centro storico.

### Festa San Basilio Magno e altre ricorrenze religiose

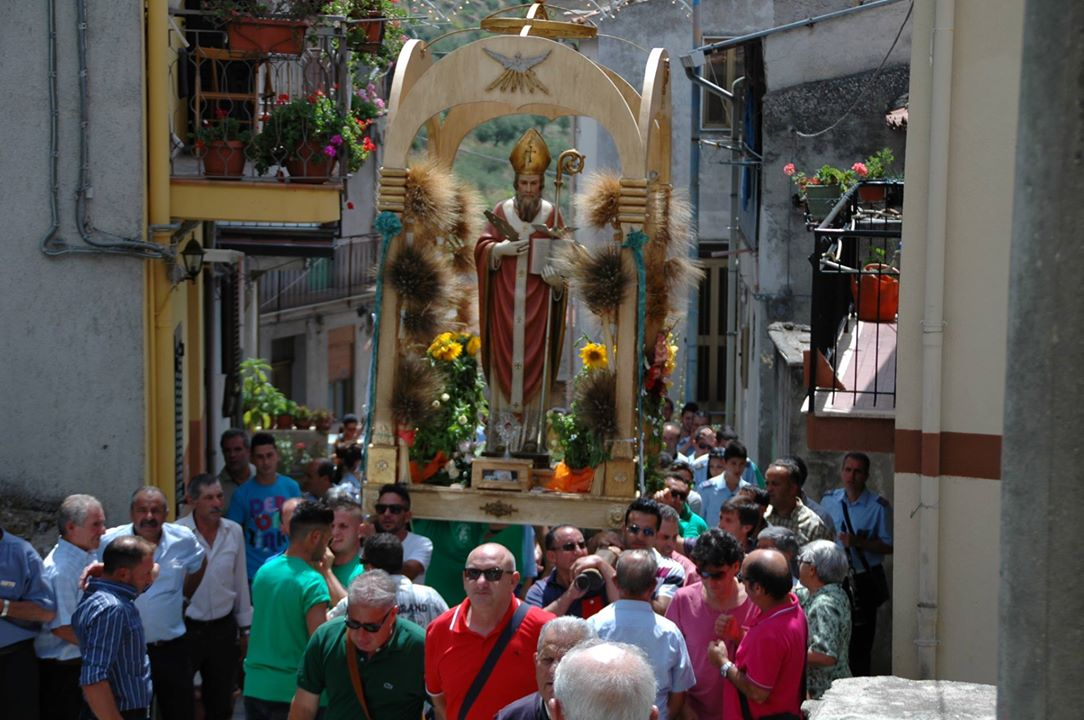
Processione di San Basilio Magno

Altre feste religiose da ricordare sono: quella della Madonna del Carmelo insieme a S.Calogero, che si celebra la seconda domenica di settembre, quella della Madonna di Pompei, custodita in una Chiesetta privata in località Trofillo, la prima domenica di ottobre, quella dell'Immacolata concezione dell'8 dicembre, la processione del venerdì Santo con l'Ecce Homo, Cristo morto su una bara di vetro e la Madonna Addolorata, la processione di S.Giuseppe con il Bambino del 19 marzo e la processione di S.Antonino che si svolge nella prima metà di giugno. Ad agosto vanno ricordate altre feste religiose oltre a quella dei Tre Santi: la festa di S.Basilio Magno, simulacro sito nella chiesa dell'omonima frazione, che cade il 2 gennaio e la prima domenica di agosto, la statua posta sulla "vara" addobbata con i tradizionali bastoni di basilico e i mazzi di spighe è portata a spalla dai numerosi portatori per tutte le vie di San Basilio. La "Festa di Rafa" del 13 agosto, che prende il nome dalla località in cui si festeggia, celebrata sempre in onore del Santo Patrono S.Giacomo, ma di minore importanza rispetto a quella di luglio, e la processione della Madonna Assunta di cera, seguita da una fiaccolata, che si celebra dopo la messa serale del giorno di Ferragosto, festa Maria SS.di Lourdes che si venera nella chiesa di San Basilio l'ultima domenica di ottobre.

## Risorse naturali

### Cascata del Catafurco
La cascata del Catafurco è una cascata naturale che si forma in corrispondenza di un dislivello di circa 30 m lungo il corso del torrente San Basilio, frazione di Galati Mamertino. Alla base della cascata le acque si raccolgono in una cavità naturale, scavata nella roccia, chiamata Marmitta dei Giganti, dove, nella bella stagione, è possibile bagnarsi.

### Area del capriolo
Ha una superficie di 22.750 m² e si trova a 905 metri s.l.m. È un'area di semicattività nella quale sono ospitati un gruppo di caprioli provenienti dal Parco Boschi di Carrega che vivono tra alberi di vario tipo, principalmente castano e cerro. Sotto queste distese boschive oltre alle abbondantissime felci, crescono il rovo, la rosa canina, la dafne, la ginestra dei carbonai ed il prugnolo. L'area ed i sentieri che la circoscrivono si prestano a attività di educazione ambientale e di fruizione sostenibile. All'interno dell'area è presente inoltre un rifugio montano nel quale si svolgono attività laboratoriali per scolaresche.

## Sport
La principale squadra di calcio del paese è l'A.S.D. Città di Galati, con colori sociali Giallo, Rosso e Blu, nata nel 2017 dalla fusione tra le due preesistenti squadre di calcio di Galati: la Polisportiva Mamertina, con colori sociali Giallo e Rosso, e l'A.S.D. S.Basilio appartenente all'omonima frazione, con colori sociali Giallo e Blu. La nuova società assume come campo di gioco lo Stadio Ducezio "Nello Parafioriti".

## Cucina
Dalle coltivazioni delle campagne derivano prodotti quali nocciole, la cui raccolta è in settembre, uva, olive dalle quali stilla un pregiato olio extravergine, castagne, funghi, e prodotti agricoli vari, sia fruttiferi che ortolani. Nella stagione invernale è diffusa la produzione di prosciutti, salami, pancetta, lardo di maiale e insaccati di vario genere, messi poi in vendita nei locali.
È tipica del periodo pasquale la produzione delle valate, biscotti di forma ovale, che presentano all'esterno uova che infornate incastonate nella pasta del dolce.

## Società

### Evoluzione demografica
Abitanti censiti

## Amministrazione
Di seguito è presentata una tabella relativa alle amministrazioni che si sono succedute in questo comune.
| Periodo          | Periodo          | Primo cittadino               | Partito              | Carica              | Note  |
| ---------------- | ---------------- | ----------------------------- | -------------------- | ------------------- | ----- |
| 4 gennaio 1987   | 22 maggio 1990   | Giacomino Lucio Fazio         | Democrazia Cristiana | Sindaco             | [ 7 ] |
| 22 maggio 1990   | 22 aprile 1993   | Gaetano Salvatore Giardinieri | Democrazia Cristiana | Sindaco             | [ 7 ] |
| 4 agosto 1993    | 24 novembre 1993 | Antonino Cajola               |                      | Comm. straordinario | [ 7 ] |
| 24 novembre 1993 | 1º dicembre 1997 | Gaetano Salvatore Giardinieri | Democrazia Cristiana | Sindaco             | [ 7 ] |
| 1º dicembre 1997 | 28 maggio 2002   | Gaetano Salvatore Giardinieri | lista civica         | Sindaco             | [ 7 ] |
| 28 maggio 2002   | 23 giugno 2006   | Giuseppe Leopoldo Iannì       | lista civica         | Sindaco             | [ 7 ] |
| 13 giugno 2006   | 31 maggio 2011   | Bruno Natale                  | lista civica         | Sindaco             | [ 7 ] |
| 31 maggio 2011   | 7 giugno 2016    | Bruno Natale                  | lista civica         | Sindaco             | [ 7 ] |
| 7 giugno 2016    | 12 ottobre 2021  | Antonino Baglio               | lista civica         | Sindaco             | [ 7 ] |

### Altre informazioni amministrative
Il comune di Galati Mamertino fa parte delle seguenti organizzazioni sovracomunali: regione agraria n.2 (Nebrodi nord-occidentali).